# Општина Гидфалау (Ковасна)
Гидфалау (рум. Ghidfalău) општина је у Румунији у округу Ковасна.
Oпштина се налази на надморској висини од 578 m.